# José Medel Pérez
José Medel Pérez (ur. 3 czerwca 1928 w Santa Cruz Aquiáhuac, zm. 11 września 2017 w Puebla) – meksykański duchowny katolicki, biskup diecezjalny Tuly 1986-1993 i arcybiskup Durango 1993-2002.

## Życiorys
Święcenia kapłańskie otrzymał 15 stycznia 1955.
22 maja 1986 papież Jan Paweł II mianował go biskupem diecezjalnym Tuly. 12 lipca tego samego roku z rąk arcybiskupa Girolamo Prigione przyjął sakrę biskupią. 4 marca 1993 podniesiony do godności arcybiskupiej i mianowany ordynariuszem archidiecezji Durango. 5 czerwca 2002 z przyczyn zdrowotnych na ręce papieża Jana Pawła II złożył rezygnację z zajmowanej funkcji.
Zmarł 11 września 2017.